# 리틀 맨 (2016년 영화)
《리틀 맨》(영어: Little Men)은 미국에서 제작된 2016년 드라마 영화이다. 아이라 색스가 연출, 공동 각본, 제작을 맡고, 그레그 키니어 등이 출연하였다.

## 출연진
- 그레그 키니어
- 파울리나 가르시아
- 제니퍼 일리
- 시오 태플리츠
- 마이클 바비에리
- 탈리아 볼섬
- 앨프리드 몰리나
- 클레어 폴리
- 칭 발데스아란
- 욜란다 로스
- 앤디 칼 (크레디트 미기재)
- 아서 J. 내스커렐라 (크레디트 미기재)

## 기타 제작진
- 의상: 이든 밀러